# 1758年4月29日の海戦
1758年4月29日の海戦（英語: Action of 29 April 1758）は七年戦争中、ブレスト近くのビスケー湾においてイギリスとフランスの間で戦われた小規模な海戦で、イギリスが勝利した。
ルイブールで包囲されている駐留軍への増援として、フランスの大西洋艦隊は1758年春に何度か船隊を送り出した。それに対抗して、イギリス海軍は軍港のブレストを海上封鎖した。4月、海上封鎖の任務についていたイギリスの戦列艦3隻（64門艦イントレピッド、70門艦ドーセットシャー、60門艦アキレス）がビスケー湾で巡邏していたとき、南西のほうに船1隻が航行しているのを見つけた。ピーター・デニスを艦長とするドーセットシャーが調査に向かうと、その船がフランスの戦列艦で64門艦のレゾナブルで、ルイブールへの途上であることが判明した。激しい戦闘を経て、ドーセットシャーはレゾナブルに甚大な損害を与えて、その艦長ルイ＝アルマン＝コンスタンティン・ド・ロアンを降伏させた。

## 戦闘まで
1758年、イギリス海軍の海峡艦隊とフランス海軍の大西洋艦隊はビスケー湾と大西洋の制海権を巡って激しく争っていた。その目的は両国とも北アメリカの植民地戦争を有利に進めるためであったが、フランスはヌーベルフランスのルイブール要塞で包囲されている自軍の救援もあったためより急迫していた。フランスはたびたび船隊を大西洋に派遣して補給や増援を駐留軍に送り、イギリスも負けじとそれを拿捕しようとしていた。
1758年4月の時点でブレストを封鎖していたイギリス艦隊は旗艦イントレピッドに乗船していたエドワード・プラテン艦長であった。19日、南西に不審船が見つかったためプラテンはピーター・デニスを艦長とする70門艦ドーセットシャーを派遣して調査にあたらせた。その船がルイ＝アルマン＝コンスタンティン・ド・ロアン艦長率いるフランスの64門戦列艦のレゾナブルで、ルイブールへの途上であることが判明した。フランス船の武装の強さに鑑みて、プラテンはサミュエル・バリントン率いる60門艦アキレスをドーセットシャーへの増援として派遣した。

## 戦闘
アキレスが到着する前にデニスはドーセットシャーをレゾナブルの横に並び、激しい舷側砲の応酬の後ロアンを降伏させた。アキレスが到着したのは戦闘が終わる数分前で、フランスの降伏を確定させた役割となった。フランス側は戦死61、負傷100で、ドーセットシャーは戦死15、負傷21（うち1人は後に死亡）だった。
レゾナブルは修理を経てイギリス海軍に編入され、1762年にマルティニークで難破するまで就役した。ルイブールの駐留軍は頑強に抵抗したが、イギリスに封鎖されて援軍が送れなかったため7月に降伏した。

## 注・出典
1. ↑  Clowes, p.182
2. 1 2  Clowes, p.299
3. ↑  "No. 9790". The London Gazette (英語). 9 May 1758. p. 1. 2015年3月10日閲覧。
4. ↑  Clowes, p.311
5. ↑  Clowes, p.183